# Eugenia Smith

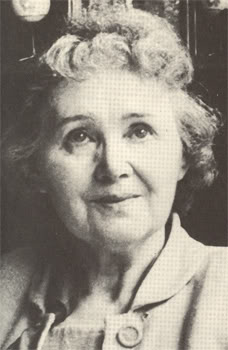
Eugenia Smith

Eugenia Smith, ook wel bekend als Eugenia Drabek Smetisko (rond 1900 – 31 januari 1997) was een van de bekendste vrouwen die zich voordeden als grootvorstin Anastasia, de jongste dochter van tsaar Nicolaas II van Rusland en tsarina Alexandra Fjodorovna. Anastasia werd geboren op 5 juni 1901 en zou in de nacht van 16 op 17 juli 1918 met haar andere gezinsleden zijn vermoord door de bolsjewieken. Smith is vooral bekend geworden door het door haar geschreven boek “Anastasia, the Autobiography of the Grand Duchess of Russia” dat ze presenteerde als een autobiografie.

## De uitgever
Volgens de naturalisatiepapieren die Eugenia Smith in 1929 invulde vanwege haar immigratie naar de Verenigde Staten, werd ze geboren in 1899 in de Roemeense stad Boekovina. Toen Smith haar boek bij uitgeverij “Robert Speller and Sons” aanbood, vertelde ze dat het manuscript van het boek door grootvorstin Anastasia zelf aan haar was gegeven. Ze zei een vriendin van Anastasia te zijn geworden in Roemenië na de Russische Revolutie, waarin Anastasia met haar familie zou zijn vermoord. Voor haar dood in 1919 of 1920 had Anastasia het manuscript waarop het boek is gebaseerd, aan Smith gegeven. De uitgever wist niet wat hij van het verhaal van Smith moest denken; de kranten stonden bol van de vele Anastasia’s die overal opdoken. Hij vroeg haar een leugendetectortest te ondergaan en Smith stemde toe.
Tussen hun eerste ontmoeting en de volgende afspraak bestudeerde de uitgever het manuscript van Eugenia Smith zorgvuldig. Het bevatte veel gedetailleerde en gekleurde beschrijvingen van uitstapjes, gesprekken, gebeurtenissen, de gevangenschap van het tsarengezin en de uiteindelijke executie. De uitgever begon zich af te vragen of ze hem de waarheid wel had verteld. In het manuscript werd bijvoorbeeld verwezen naar de dood van Lenin in 1924, terwijl Smith hem had verteld dat Anastasia in 1919 of 1920 was gestorven. Het was voor hem dan ook geen verrassing dat Smith de leugendetectortest niet doorstond. Aan het eind van de test veranderde hij zijn vraagstelling en onder druk vertelde Smith hem opeens zélf Anastasia te zijn. Ook vertelde ze hem over de tijd tussen de ontsnapping uit het Ipatjev-huis tot het heden.

## Haar verhaal
In oktober 1918, vier dagen na de ontsnapping, trouwde Smith met een Kroaat, die ze ontmoette op haar vlucht uit Rusland. Ze kregen samen een dochter, maar zij stierf nog als kind. Het huwelijk bleek geen succes. Uiteindelijk kreeg ze toestemming van haar echtgenoot om naar de Verenigde Staten te immigreren. Ze kwam het land binnen via New York, verbleef een korte tijd in Detroit, maar reisde al snel door naar Chicago. Daar wist ze haar brood te verdienen met verschillende baantjes, van model tot technicus. Uiteindelijk werd ze Amerikaans staatsburger en scheidde van haar man. Ze veranderde haar naam van “Eugenia Drabek Smetisko” in “Eugenia Smith” en bouwde een grote vriendenkring op. Een aantal van haar vrienden had ze haar geheim toevertrouwd en zij hadden haar ertoe bewogen haar identiteit openbaar te maken. Ze wilde haar verhaal wel openbaar maken, maar niet haar identiteit. Daarom had ze ook het verhaal verzonnen dat Anastasia haar het manuscript had gegeven. 
Met dit verhaal wist ze de test wel te doorstaan. Niet lang daarna veranderde ze haar geboortedatum in dat van de grootvorstin en haar geboorteplaats in Sint-Petersburg.

## Negatieve publiciteit
In 1963 verscheen er een artikel over haar in Life, een Amerikaans tijdschrift. In het artikel werd verteld dat ze een aantal deskundigen hadden gevraagd de zaak van deze nieuwe Anastasia onder de loep te nemen: twee antropologen hadden haar gelaatstrekken vergeleken met die van Anastasia op foto’s en waren niet overtuigd, ook een handschriftanalist vond geen overeenkomst tussen haar handschrift en dat van de grootvorstin. Ook hadden een neef en oud speelkameraadje gezegd Anastasia niet in Smith te herkennen. Ondanks al deze negatieve publiciteit weigerde Smith een DNA-test, waarmee onomstotelijk bewijs zou kunnen worden geleverd wat betreft haar identiteit. Ondanks al de bewijzen die het tijdschrift aanvoerde om haar verhaal te ontkrachten, verbaast het velen hoeveel Smith wist van Anastasia’s leven aan het Russische hof in een tijd dat je zulke dingen niet zo gemakkelijk te weten kon komen als tegenwoordig. Daardoor bleef zij veel media intrigeren en werd er dan ook veel over haar geschreven.
Smith stierf 1997 en liet zich, in tegenstelling tot Anna Anderson die zich liet cremeren, begraven. In de Russisch-Orthodoxe Kerk is crematie namelijk niet toegestaan.